# Военно-морские силы Черногории
Вое́нно-морски́е си́лы Черного́рии (черног. Mornarica Vojske Crne Gore) — один из видов вооружённых сил Черногории. Были образованы после распада Государственного союза Сербии и Черногории. Сербия лишалась выхода к морю, и военно-морские силы вооружённых сил Государственного союза перешли в юрисдикцию Черногории.
В настоящее время Военно-морские силы Черногории находятся в стадии реформирования.

## Структура
- Военно-морская база Бар (черног. Mornarička baza Bar)
  - Штаб ВМС
  - Взвод связи (черног. Vod veze)
  - Взвод логистики (черног. Logistički vod)
- Отряд патрульных кораблей (черног. Odred patrolnih brodova)
- Спасательный отряд (черног. Odred za spašavanje)
- Отряд наблюдения за морем (черног. Odred za nadzor mora - Snage za osmatranje)
- Специальный морской отряд (черног. Pomorski odred - Specijalne snage)
- Учебный корабль «Ядран» (черног. Školski brod «Jadran»)

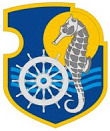
Взвод логистики
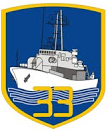
Отряд патрульных кораблей
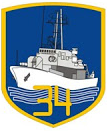
Отряд патрульных кораблей
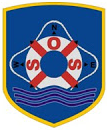
Спасательный отряд
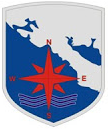
Отряд наблюдения за морем
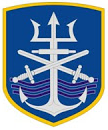
Специальный морской отряд
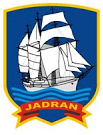
Учебный корабль «Ядран»

## Состав
| Тип                                                     | Количество                                              | Произведен                                              | Название                                                | Изображение                                             |                                                         |                                                         |                                                         |
| Ракетные фрегаты (переоборудуются в патрульные корабли) | Ракетные фрегаты (переоборудуются в патрульные корабли) | Ракетные фрегаты (переоборудуются в патрульные корабли) | Ракетные фрегаты (переоборудуются в патрульные корабли) | Ракетные фрегаты (переоборудуются в патрульные корабли) | Ракетные фрегаты (переоборудуются в патрульные корабли) | Ракетные фрегаты (переоборудуются в патрульные корабли) | Ракетные фрегаты (переоборудуются в патрульные корабли) |
| ------------------------------------------------------- | ------------------------------------------------------- | ------------------------------------------------------- | ------------------------------------------------------- | ------------------------------------------------------- | ------------------------------------------------------- | ------------------------------------------------------- | ------------------------------------------------------- |
| Фрегаты типа «Котор»                                    | 2                                                       | Югославия                                               | P-33 «Kotor» P-34 «Pula»                                |                                                         |                                                         |                                                         |                                                         |
| Ракетные катера (переоборудуются в патрульные катера)   |                                                         |                                                         |                                                         |                                                         |                                                         |                                                         |                                                         |
| Ракетные катера типа «Кончар»                           | 2                                                       | Югославия                                               | RTOP-405 «Jordan Nikolov Orce» RTOP-406 «Ante Banina»   |                                                         |                                                         |                                                         |                                                         |
| Вспомогательные суда                                    |                                                         |                                                         |                                                         |                                                         |                                                         |                                                         |                                                         |
| Баркас                                                  | 2                                                       | Югославия                                               | BRM-81 BRM-85                                           |                                                         |                                                         |                                                         |                                                         |
| Буксир                                                  | 2                                                       | Югославия                                               | PR-41 (морской) LR-77 (портовый)                        |                                                         |                                                         |                                                         |                                                         |
| Плавучий кран                                           | 1                                                       | Югославия                                               | LDI-18                                                  |                                                         |                                                         |                                                         |                                                         |
| Моторная лодка                                          | 1                                                       | Югославия                                               | ČM-33                                                   |                                                         |                                                         |                                                         |                                                         |
| Моторная лодка                                          | 1                                                       | Нидерланды                                              | «Polycat»                                               |                                                         |                                                         |                                                         |                                                         |
| Учебный корабль                                         | 1                                                       | Германия                                                | «Ядран»                                                 |                                                         |                                                         |                                                         |                                                         |
| Транспорт вооружений                                    | 1                                                       | Югославия                                               | PO-91 «Lubin»                                           |                                                         |                                                         |                                                         |                                                         |
| Яхты                                                    |                                                         |                                                         |                                                         |                                                         |                                                         |                                                         |                                                         |
| Представительская яхта правительства Черногории         | 1                                                       | Югославия                                               | «Jadranka»                                              |                                                         |                                                         |                                                         |                                                         |
| Моторно-парусная яхта                                   | 2                                                       | Югославия                                               | «Bojana» «Milena»                                       |                                                         |                                                         |                                                         |                                                         |

## Флаги
| Флаг | Гюйс | Вымпел боевых кораблей |
| ---- | ---- | ---------------------- |
|      |      |                        |

## Звания и знаки различия

### Адмиралы и офицеры
| Категории               | Адмиралы      | Адмиралы     | Адмиралы       | Адмиралы      | Старшие офицеры      | Старшие офицеры    | Старшие офицеры    | Младшие офицеры       | Младшие офицеры   | Младшие офицеры  |
| ----------------------- | ------------- | ------------ | -------------- | ------------- | -------------------- | ------------------ | ------------------ | --------------------- | ----------------- | ---------------- |
| Погон                   |               |              |                |               |                      |                    |                    |                       |                   |                  |
| Черногорское звание     | Admiral       | Vice admiral | Kontra admiral | Komodor       | Kapetan bojnog broda | Kapetan fregate    | Kapetan korvete    | Poručnik bojnog broda | Poručnik fregate  | Poručnik korvete |
| Российское соответствие | Адмирал флота | Адмирал      | Вице-адмирал   | Контр-адмирал | Капитан 1-го ранга   | Капитан 2-го ранга | Капитан 3-го ранга | Капитан-лейтенант     | Старший лейтенант | Лейтенант        |

### Старшины и матросы
| Категории               | Подофицеры        | Подофицеры | Подофицеры                   | Подофицеры       | Подофицеры             | Подофицеры             | матросы       | матросы        | матросы   |
| ----------------------- | ----------------- | ---------- | ---------------------------- | ---------------- | ---------------------- | ---------------------- | ------------- | -------------- | --------- |
| Погон                   |                   |            |                              |                  |                        |                        |               |                |           |
| Черногорское звание     | Zastavnik I klase | Zastavnik  | Stariji vodnik I klase       | Stariji vodnik   | Vodnik I klase         | Vodnik                 | Mladji vodnik | Desetar        | Razvodnik |
| Российское соответствие | Старший мичман    | Мичман     | Главный корабельный старшина | Главный старшина | Старшина первой статьи | Старшина второй статьи | нет           | Старший матрос | Матрос    |

## Комментарии
1. ↑  Установлены вспомогательные двигатели с демонтированного сторожевого корабля VPBR-31 «Split» типа 1159.'"`UNIQ--ref-00000003-QINU`"'
2. ↑  Вместо пусковых установок должны нести ЖКНЛ.'"`UNIQ--ref-00000005-QINU`"'
3. ↑  Нет точных данных о текущем состоянии и статусе.